# Frigyes Csanády
Frigyes Csanády (maďarsky békési Csanády Frigyes, německy Friedrich Csanády von Békés) (4. května 1861 Lublaň – 13. prosince 1937 Budapešť) byl rakousko-uherský generál maďarského původu. Do c. k. armády vstoupil v roce 1881 a vystřídal službu u různých jednotek převážně u královské uherské zeměbrany. Jako divizní velitel byl na začátku první světové války zraněn v Haliči a dočasně se musel vzdát aktivní služby. Po návratu na frontu v roce 1915 byl postupně velitelem několika armádních sborů na východní frontě a nakonec v Itálii. V armádě dosáhl hodnosti generála pěchoty (1916). Po zániku monarchie byl penzionován a od té doby žil v soukromí v Budapešti.

## Životopis

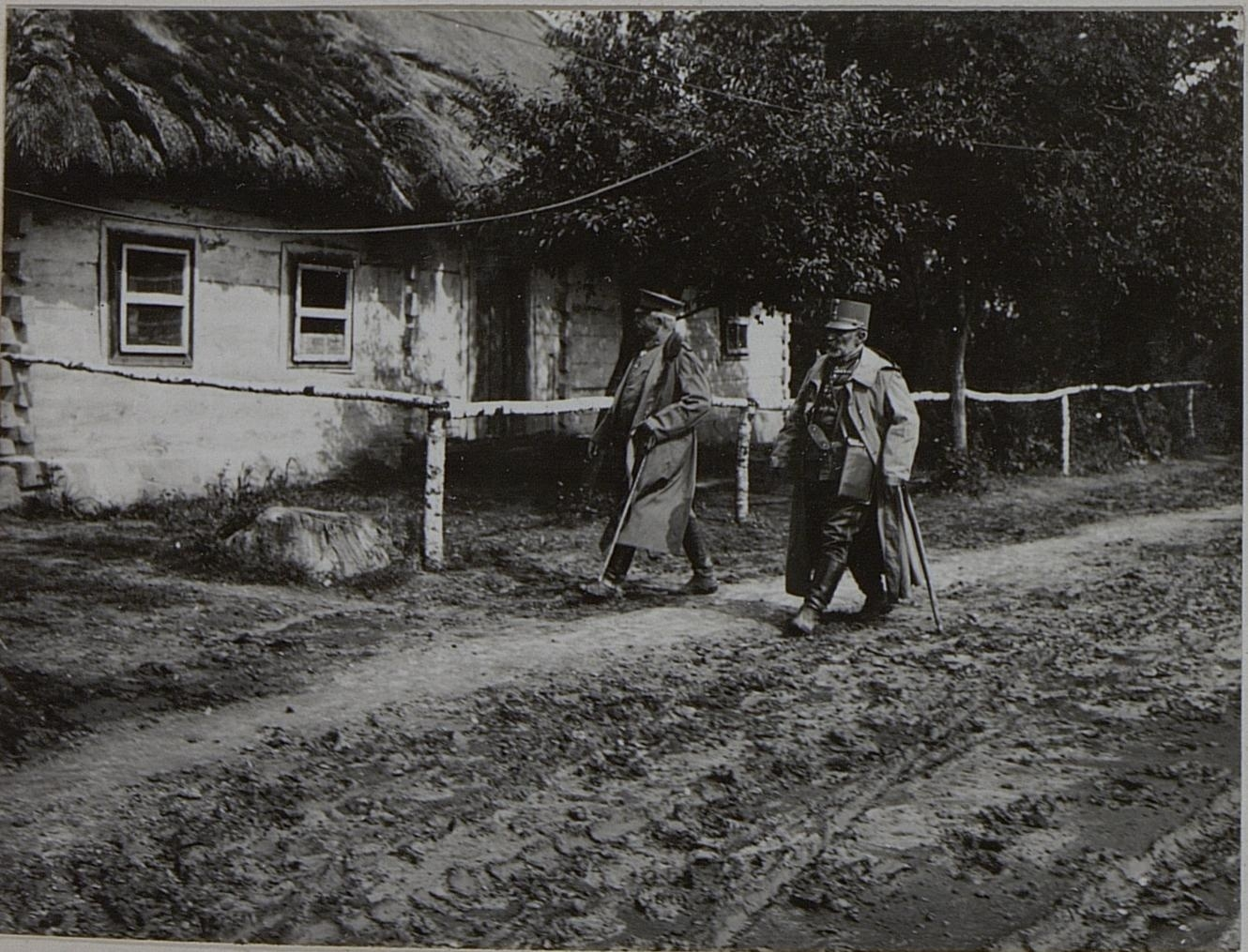
Frigyes Csanády s německým generálem Karlem Litzmannem na východní frontě (1916)

Byl synem majora Pála Csanádyho (1829–1892). Studoval nejprve na církevním gymnáziu v Keszthely a poté na kadetní škole ve Vídni (1878–1881). Jako nižší důstojník vystřídal službu u různých jednotek převážně v Uhrách (Kaposvár, Székesfehérvár, Budapešť) a postupoval v hodnostech (poručík 1884, nadporučík 1886, kapitán 1892). Mezitím požádal o přeložení k uherské zeměbraně a v letech 1890–1892 si doplnil vzdělání na Válečné škole (K.u.k. Kriegsschule) ve Vídni. V roce 1899 byl povýšen na podplukovníka a v letech 1900–1903 působil na uherském ministerstvu zeměbrany jako přednosta oddělení. Od roku 1903 byl jako plukovník velitelem 12. honvédského pluku v Satu Mare. V letech 1909–1913 velel 73. pěchotní brigádě zeměbrany v Prešpurku a mezitím byl v roce 1910 povýšen do hodnosti generálmajora. K datu 1. května 1913 získal hodnost polního podmaršála a převzal velení 20. pěší divize honvédů.

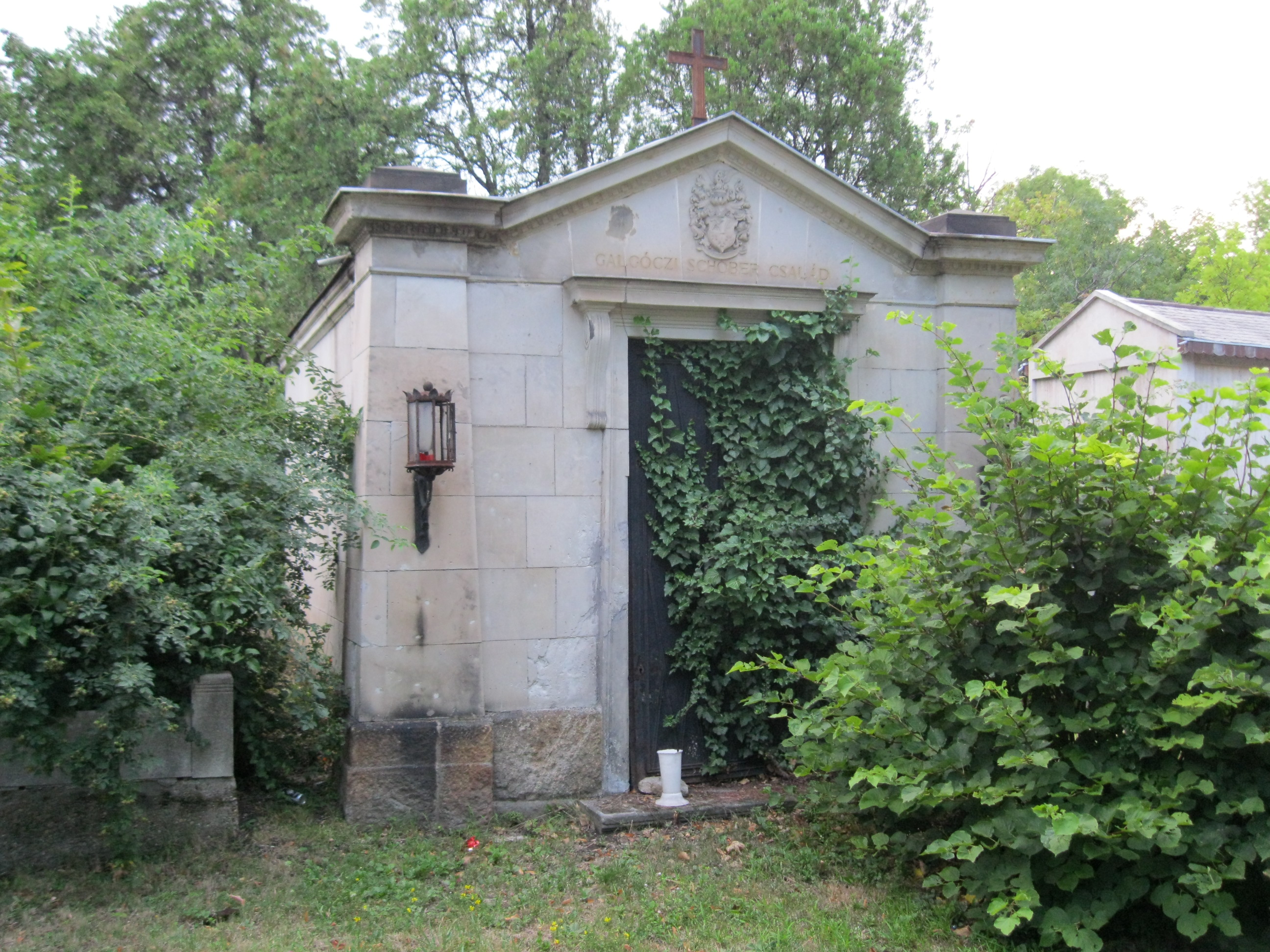
Hrobka rodiny Schoberů v Budapešti

V srpnu 1914 byl jako velitel 20. pěší divize v rámci 3. armádního sboru povolán na východní frontu. Během bojů v Haliči byl v listopadu 1914 zraněn střelnou ranou do hrudníku a musel předat velení. Během rekonvalescence od podzimu 1914 až do léta 1915 působil znovu na ministerstvu zeměbrany. V srpnu 1915 se vrátil na frontu jako velitel 38. divize honvédů a se střídavými úspěchy bojoval proti Rusům. V letech 1916–1917 byl velitelem 10. armádního sboru, s nímž musel čelit Brusilovova ofenzíva. K datu 1. listopadu 1916 byl povýšen do hodnosti generála pěchoty a v lednu 1917 převzal velení 6. armádního sboru. S ním vedl boje v Sedmihradsku, během roku 1917 byl pak postupně velitelem 26. a 13. sboru znovu na východní frontě. Jako velitel armádního sboru obdržel v roce 1917 titul c. k. tajného rady s nárokem na oslovení Excelence. V březnu 1918 byl s 13. sborem přeložen na italskou frontu, kde se zúčastnil bojů na Piavě a setrval zde až do konečné porážky rakousko-uherské armády u Vittorio Veneta v listopadu 1918. K datu 1. ledna 1919 byl penzionován a od té doby žil v soukromí v Budapešti. Zastával čestné funkce ve spolcích válečných veteránů a v roce 1927 byl jmenován členem obnovené Horní komory maďarského parlamentu.
Jeho manželkou byla Vilma Schoberová (1871–1950), dcera ministerského rady Alberta Schobera, z manželství se narodily čtyři děti, synové Árpád (1894–1930) a István (*1899) sloužili za první světové války jako nižší důstojníci v armádě. V rodové hrobce Schoberů v Budapešti je Csanády také pohřben.

## Řády a vyznamenání
Během vojenské služby obdržel řadu ocenění v Rakousku-Uhersku, k nimž za první světové války přibyla vyznamenání i v zahraničí.
- Jubilejní pamětní medaile (1898)
- Vojenský záslužný kříž III. třídy (1903)
- Řád železné koruny III. třídy (1908)
- Vojenský jubilejní kříž (1908)
- Mobilizační kříž (1913)
- Řád železné koruny II. třídy s válečnou dekorací (1914)
- komandérský kříž Leopoldova řádu s válečnou dekorací (1915)
- Vojenský záslužný kříž II. třídy s válečnou dekorací (1915)
- Řád železné koruny I. třídy s válečnou dekorací (1916)
- Vyznamenání za zásluhy o Červený kříž s válečnou dekorací (1917)
- Vojenská záslužná medaile s válečnou dekorací (1917)
- Leopoldův řád I. třídy s válečnou dekorací (1917)

- Železný kříž II. třídy (1915, Německo)
- Železný kříž I. třídy (1915, Německo)
- Záslužný řád bavorské koruny (1916, Bavorsko)